# 2014년 FIFA 월드컵 예선
2014년 FIFA 월드컵 예선은 2011년 6월 15일부터 2013년 11월 20일까지 열렸다. 총 203개 팀이 참가를 신청했는데, 개최국 브라질이 개최국 자격으로 자동 진출하여 31장의 진출권을 놓고 예선을 치렀다. 이 대회에는 총 204개의 팀이 참가했다.
지난 대회와 마찬가지로 지난 대회 우승 팀인 스페인은 자동 진출권 없이 유럽 지역 예선에 참가하게 되었으며 오직 개최국인 브라질만이 자동 진출권을 갖게 되었다.

## 월드컵 본선 참가팀 배분
2014년 FIFA 월드컵에 출전하게 될 31개의 티켓 배분은 다음과 같이 이루어졌다.
|                |           |           |               |                    |                  |                  |  |  |  |  |
| 대륙 축구 협회 | 총 참가팀 | 본선 진출 | 지역예선 탈락 | 월드컵 본선 배분수 | 지역예선 시작일  | 지역예선 종료일  |  |  |  |  |
| 아시아         | 43        | 4         | 39            | 4~5                | 2011년 6월 29일  | 2013년 11월 20일 |  |  |  |  |
| 아프리카       | 52        | 5         | 47            | 5                  | 2011년 11월 11일 | 2013년 11월 19일 |  |  |  |  |
| 북중미카리브   | 35        | 4         | 31            | 3~4                | 2011년 6월 15일  | 2013년 11월 20일 |  |  |  |  |
| 남미           | 9+1       | 5+1       | 4             | 4~5+1              | 2011년 10월 7일  | 2013년 11월 20일 |  |  |  |  |
| 오세아니아     | 11        | 0         | 11            | 0~1                | 2011년 11월 22일 | 2013년 11월 20일 |  |  |  |  |
| 유럽           | 53        | 13        | 40            | 13                 | 2012년 9월 7일   | 2013년 11월 19일 |  |  |  |  |
| 합계           | 203+1     | 31+1      | 172           | 31+1               | 2011년 6월 15일  | 2013년 11월 20일 |  |  |  |  |

## 예선 그룹

### 남아메리카 축구 연맹 (CONMEBOL)
- 개최국  브라질 본선 진출.
- 아르헨티나,  콜롬비아,  칠레,  에콰도르 본선 진출.
- 우루과이는 대륙간 플레이오프 진출.

### 북중미카리브 축구 연맹 (CONCACAF)
바하마는 예선 도중 기권.
- 미국,  코스타리카,  온두라스 본선 진출.
- 멕시코는 대륙간 플레이오프 진출.

### 아시아 축구 연맹 (AFC)
브루나이는 FIFA의 자격 정지 처분으로 인해 FIFA로부터 참가를 거절당함. 괌과 부탄은 불참. 시리아는 예선 도중 실격.
- A조
  -  대한민국,  이란 본선 진출.
  -  우즈베키스탄 아시아 플레이오프 진출.

- B조
  -  일본,  오스트레일리아 본선 진출.
  -  요르단 아시아 플레이오프 진출.

- 아시아 플레이오프
  -  요르단 대륙간 플레이오프 진출.

### 아프리카 축구 연맹 (CAF)
모리타니는 불참. 모리셔스는 기권.
- 나이지리아,  코트디부아르,  카메룬,  가나,  알제리 본선 진출.

### 오세아니아 축구 연맹 (OFC)
- 뉴질랜드는 대륙간 플레이오프 진출.

### 유럽 축구 연맹 (UEFA)
- A조
  -  벨기에 본선 진출.
  -  크로아티아 유럽 플레이오프 진출.
- B조
  -  이탈리아 본선 진출.
- C조
  -  독일 본선 진출.
  -  스웨덴 유럽 플레이오프 진출.
- D조
  -  네덜란드 본선 진출.
  -  루마니아 유럽 플레이오프 진출.
- E조
  -  스위스 본선 진출.
  -  아이슬란드 유럽 플레이오프 진출.
- F조
  -  러시아 본선 진출.
  -  포르투갈 유럽 플레이오프 진출.
- G조
  -  보스니아 헤르체고비나 본선 진출.
  -  그리스 유럽 플레이오프 진출.
- H조
  -  잉글랜드 본선 진출.
  -  우크라이나 유럽 플레이오프 진출.
- I조
  -  스페인 본선 진출.
  -  프랑스 유럽 플레이오프 진출.

B조 2위를 한  덴마크는 각 조 2위 상위 8개국에 들지 못하여 탈락.
- 유럽 플레이오프
  -  그리스,  크로아티아,  포르투갈,  프랑스 본선 진출.

## 대륙간 플레이오프
- 아시아 - 남미 플레이오프
  -  우루과이 본선 진출.

| 팀 1   | 합계  | 팀 2     | 1차전 | 2차전 |
| ------ | ----- | -------- | ----- | ----- |
| 요르단 | 0 - 5 | 우루과이 | 0 - 5 | 0 - 0 |

- 북중미카리브 - 오세아니아 플레이오프
  -  멕시코 본선 진출.

| 팀 1   | 합계  | 팀 2     | 1차전 | 2차전 |
| ------ | ----- | -------- | ----- | ----- |
| 멕시코 | 9 - 3 | 뉴질랜드 | 5 - 1 | 4 - 2 |

## 본선 진출 팀
본선 진출이 확정된 32개 팀은 다음과 같다. FIFA 랭킹은 2013년 10월 기준.

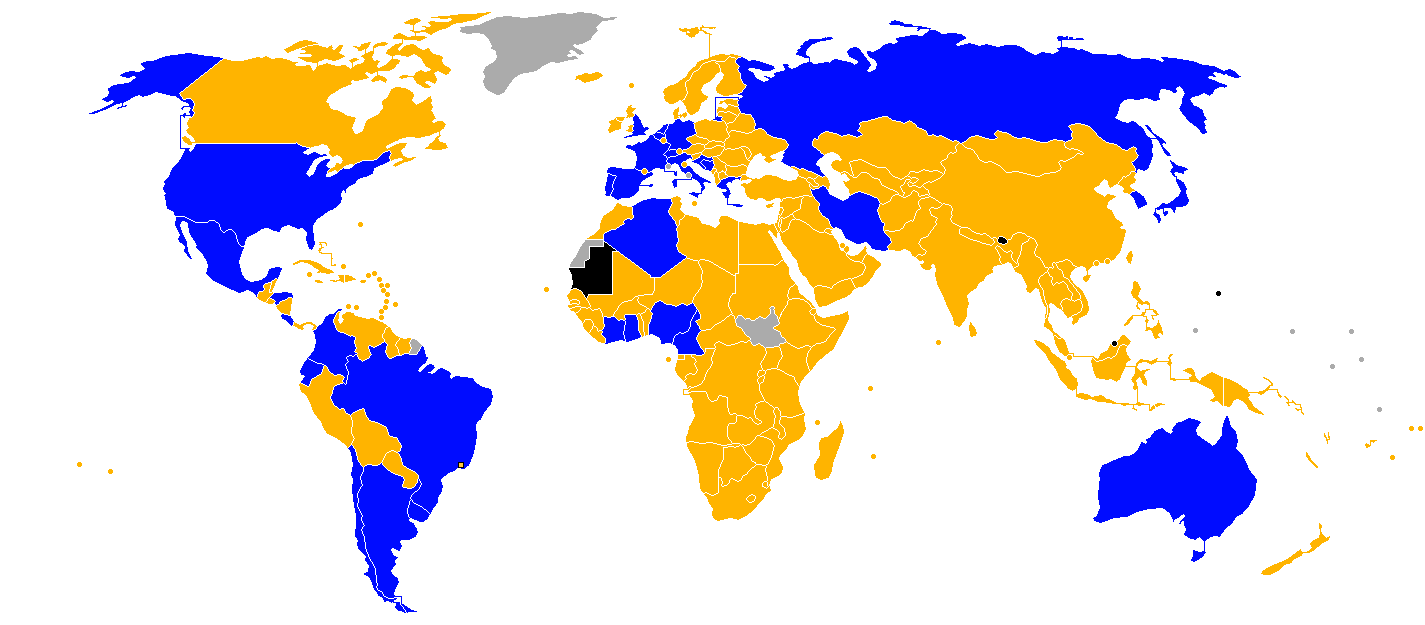
2014년 FIFA 월드컵 예선 결과

|  | 본선 진출                 |
|  | 탈락 (기권과 실격을 포함) |
|  | 불참                      |
|  | FIFA 비회원               |

| 팀                    | 참가 자격                         | 본선 진출 확정일 | 통산 출전 횟수 | 연속 진출 횟수 | 마지막 진출 | 역대 최고 성적                      | FIFA 랭킹 |
| --------------------- | --------------------------------- | ---------------- | -------------- | -------------- | ----------- | ----------------------------------- | --------- |
| 브라질                | 개최국                            | 2007년 10월 30일 | 20             | 20             | 2010        | 우승 (1958, 1962, 1970, 1994, 2002) | 10        |
| 일본                  | 아시아 최종 예선 B조 1위          | 2013년 6월 4일   | 5              | 5              | 2010        | 16강 (2002, 2010)                   | 48        |
| 이란                  | 아시아 최종 예선 A조 1위          | 2013년 6월 18일  | 4              | 1              | 2006        | 조별 리그 (1978, 1998, 2006)        | 45        |
| 대한민국              | 아시아 최종 예선 A조 2위          | 2013년 6월 18일  | 9              | 8              | 2010        | 4위 (2002)                          | 54        |
| 오스트레일리아        | 아시아 최종 예선 B조 2위          | 2013년 6월 18일  | 4              | 3              | 2010        | 16강 (2006)                         | 59        |
| 이탈리아              | 유럽 예선 B조 1위                 | 2013년 9월 10일  | 18             | 14             | 2010        | 우승 (1934, 1938, 1982, 2006)       | 7         |
| 네덜란드              | 유럽 예선 D조 1위                 | 2013년 9월 10일  | 10             | 3              | 2010        | 준우승 (1974, 1978, 2010)           | 9         |
| 미국                  | 북중미 최종 예선 1위              | 2013년 9월 10일  | 10             | 7              | 2010        | 3위 (1930)                          | 14        |
| 코스타리카            | 북중미 최종 예선 2위              | 2013년 9월 10일  | 4              | 1              | 2006        | 16강 (1990)                         | 31        |
| 아르헨티나            | 남미 지역 예선 1위                | 2013년 9월 10일  | 16             | 11             | 2010        | 우승 (1978, 1986)                   | 3         |
| 벨기에                | 유럽 예선 A조 1위                 | 2013년 10월 11일 | 12             | 1              | 2002        | 4위 (1986)                          | 11        |
| 독일(1)               | 유럽 예선 C조 1위                 | 2013년 10월 11일 | 18             | 16             | 2010        | 우승 (1954, 1974, 1990)             | 2         |
| 스위스                | 유럽 예선 E조 1위                 | 2013년 10월 11일 | 10             | 3              | 2010        | 8강 (1934, 1938, 1954)              | 8         |
| 콜롬비아              | 남미 지역 예선 2위                | 2013년 10월 11일 | 5              | 1              | 1998        | 16강 (1990)                         | 4         |
| 러시아(2)             | 유럽 예선 F조 1위                 | 2013년 10월 15일 | 10             | 1              | 2002        | 4위 (1966)                          | 22        |
| 보스니아 헤르체고비나 | 유럽 예선 G조 1위                 | 2013년 10월 15일 | 1              | 1              | 첫 출전     | 첫 출전                             | 21        |
| 잉글랜드              | 유럽 예선 H조 1위                 | 2013년 10월 15일 | 14             | 5              | 2010        | 우승 (1966)                         | 13        |
| 스페인                | 유럽 예선 I조 1위                 | 2013년 10월 15일 | 14             | 10             | 2010        | 우승 (2010)                         | 1         |
| 칠레                  | 남미 지역 예선 3위                | 2013년 10월 15일 | 9              | 2              | 2010        | 3위 (1962)                          | 15        |
| 에콰도르              | 남미 지역 예선 4위                | 2013년 10월 15일 | 3              | 1              | 2006        | 16강 (2006)                         | 23        |
| 온두라스              | 북중미 최종 예선 3위              | 2013년 10월 15일 | 3              | 2              | 2010        | 조별 리그 (1982, 2010)              | 41        |
| 나이지리아            | 아프리카 최종 예선 승자           | 2013년 11월 16일 | 5              | 2              | 2010        | 16강 (1994, 1998)                   | 36        |
| 코트디부아르          | 아프리카 최종 예선 승자           | 2013년 11월 16일 | 3              | 3              | 2010        | 조별 리그 (2006, 2010)              | 17        |
| 카메룬                | 아프리카 최종 예선 승자           | 2013년 11월 17일 | 7              | 2              | 2010        | 8강 (1990)                          | 51        |
| 가나                  | 아프리카 최종 예선 승자           | 2013년 11월 19일 | 3              | 3              | 2010        | 8강 (2010)                          | 24        |
| 알제리                | 아프리카 최종 예선 승자           | 2013년 11월 19일 | 4              | 2              | 2010        | 조별 리그 (1982, 1986, 2010)        | 26        |
| 그리스                | 유럽 플레이오프 승자              | 2013년 11월 19일 | 3              | 2              | 2010        | 조별 리그 (1994, 2010)              | 12        |
| 크로아티아            | 유럽 플레이오프 승자              | 2013년 11월 19일 | 4              | 1              | 2006        | 3위 (1998)                          | 16        |
| 포르투갈              | 유럽 플레이오프 승자              | 2013년 11월 19일 | 6              | 4              | 2010        | 3위 (1966)                          | 5         |
| 프랑스                | 유럽 플레이오프 승자              | 2013년 11월 19일 | 14             | 5              | 2010        | 우승 (1998)                         | 19        |
| 멕시코                | 북중미-오세아니아 플레이오프 승자 | 2013년 11월 20일 | 15             | 6              | 2010        | 8강 (1970, 1986)                    | 20        |
| 우루과이              | 아시아-남미 플레이오프 승자       | 2013년 11월 20일 | 12             | 2              | 2010        | 우승 (1930, 1950)                   | 6         |

참고